# Sebastián Villa
Sebastián Villa Castañeda (* 21. Februar 1992 in Medellín) ist ein kolumbianischer Wasserspringer. Er startet sowohl im Kunstspringen vom 1-m- und 3-m-Brett als auch im 10-m-Turmspringen.
Villa nahm zwischen 2006 und 2010 an drei Juniorenweltmeisterschaften teil und erreichte dabei insgesamt drei Finals. Seine ersten internationalen Titelkämpfe im Erwachsenenbereich bestritt er bei der Weltmeisterschaft 2009 in Rom. Er startete vom 1-m- und 3-m-Brett sowie vom 10-m-Turm, schied jedoch in allen Wettkämpfen im Vorkampf aus. Auch bei der folgenden Weltmeisterschaft 2011 in Shanghai startete er in allen Einzelwettbewerbern. Vom 1-m-Brett schied er abermals im Vorkampf aus, vom 3-m-Brett und 10-m-Turm jedoch erreichte er das Halbfinale. Im gleichen Jahr feierte Villa bei den Panamerikanischen Spielen in Guadalajara seinen bislang größten Erfolg. Vom 3-m-Brett konnte er mit Bronze seine erste internationale Medaille erringen, vom Turm wurde er Vierter und im 3-m-Synchronspringen erreichte er mit Víctor Ortega Rang fünf. Beim Weltcup 2012 in London konnte Villa im 10-m-Turmspringen einen Quotenplatz für die Olympischen Spiele an gleicher Stelle erringen.